# 厚紙
厚紙（あつがみ）とは、一般に用いられる紙よりも厚手もの。その多くは紙透きの段階でより多くの紙を重ねて作る積層構造である。以下に挙げる幾つかの紙種類の大雑把な総称。
板紙
ボール紙とも呼ばれ、一般に言う厚紙は主にこれを指す。他の紙とは違う素材を使ったり、再生紙などの繊維を使って作られるリサイクル素材で、箱などの材料として利用される。比較的厚く固く、白板紙のように表面を化粧紙で覆ったものも多い。
ミルクカートン用紙ミルクカートン（いわゆる「牛乳パック」や「紙パック」など飲料用コンテナ）に使われる。見た目などの理由からバージンパルプ（再生紙を含まない）で作られ、また表面に樹脂フィルムを使うことから、以前はリサイクルし難い素材であったが、近年ではリサイクル方法も確立され、分別収集では紙資源として回収され、再利用されている。
画用紙・ケント紙画材としての紙で丈夫で厚みがあり、水溶性顔料（インクや絵具）の定着がよい。マジックインキのような油溶性顔料も定着し易い。厚手であることから、表面を削るような処理にも耐え、ボールペンのような消しゴムで消し難い筆記用具で書かれたものを消しても、破れ難い。
その他の「厚手の紙」としては、以下のようなものもある。
和紙洋紙に比べると繊維が長く不揃いであるため物によっては多少厚ぼったくなるが、耐久性に優れる。また独特の風合いは素朴である。障子や襖など建具にも利用される。
壁紙壁に貼るための紙であるが、装飾用のものは長く使っても破れたりしないよう、やや厚手の紙を使う。水溶性の糊を使って壁に接着する。
段ボール紙自体ではなく、構造で厚みを持たせたもの。中空構造で軽く固く、また緩衝材としての機能も持つ。輸送用の「段ボール箱」として使われる。
はがきメッセージを郵便で伝えるための通信用の紙だが、輸送性・保存性の面から厚手の紙が利用される。